# Гал (лунен кратер)
Вижте пояснителната страница за други значения на Гал.
Гал е малък лунен кратер разположен в Маре Фригорис (Mare Frigoris). Кратерът е наименован на немския астроном Йохан Готфрид Гал.
Има диаметър 21 km и дълбочина 2,3 km.
На североизток се намира кратерът Аристотел.